# Colcakloof

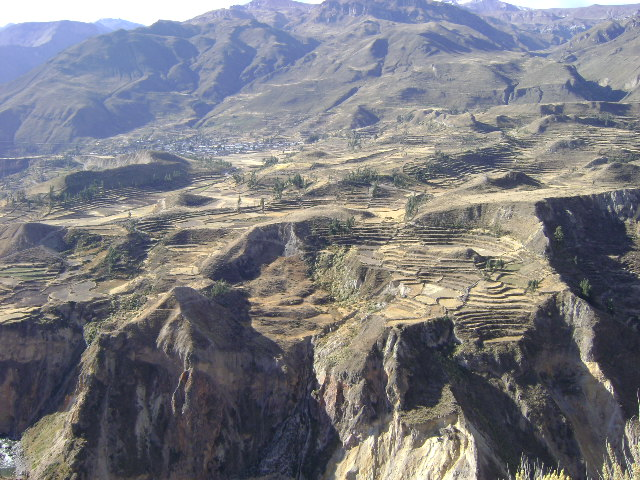
Terrassen

De Colcakloof is de kloof van de Colca in het zuiden van Peru, ongeveer 160 kilometer van Arequipa. Ze is meer dan twee keer zo diep als de Grand Canyon in de Verenigde Staten van Amerika. Daarentegen zijn de muren niet zo recht als bij de Grand Canyon. De Cotahuasikloof, meer noordwest gelegen, is gemeten op 3.501 meter diep. De Colcavallei is een kleurrijk gebied met pittoreske dorpjes. De lokale bevolking houdt zich nog aan de oude tradities en leefwijze en maakt gebruik van landbouwterrassen.

De naam Colca is afgeleid van de gaten die in de kloof te zien zijn. Deze gaten heten Colca's. Ze werden gebruikt door de Inca's en Pre-Inca's om voedsel in te bewaren voor slechtere tijden, zoals aardappelen en ander voedsel dat langer mee kan. Ze werden ook gebruikt als graven voor belangrijke mensen.

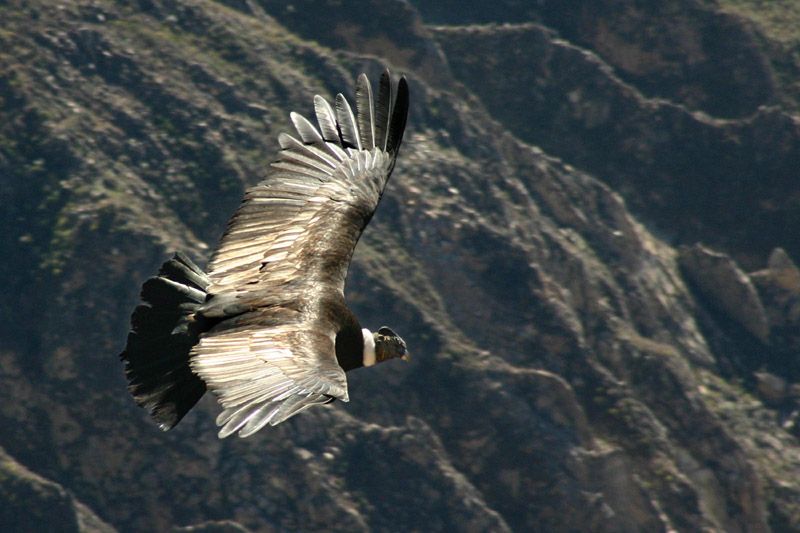
Een condor vliegt over 'Cruz del Condor'.

De Spanjaarden hebben het gebied veroverd en overal kerken gebouwd. Vanaf 1980 kun je het gebied bereiken via autowegen, die strak langs de rand van de kloof gebouwd zijn. De enige weg is vanuit Arequipa.
'Cruz del Condor' is een toeristische plek. De kloof is het woongebied van de Andescondor. Ze vliegen door de kloof, meestal 's ochtends en 's avonds. In de tussentijd zijn ze op zoek naar aas in een verder gelegen gebied. De condors zijn in trek bij toeristen, die dicht bij de condors kunnen komen. Soms naderen de condors tot zo'n 5 meter boven de toeschouwers. 'Cruz del Condor' wordt flink bezocht door de toeristen. Vanaf dit punt is de kloof 1200 meter diep.
in Chivay, de grootste stad van het gebied, vindt men de 'La Calera'-warmwaterbronnen.